# مقرن نهري
المُلْتَقَى أو المَقْرَن مكان التقاء مسطحين مائيين ليندمجا في مسطح واحد، يُستعمل مصطلح «مقرن» غالباً لمكان التقاء نهرين أو بحرين أو بحيرتين، ويشمل أيضاً ملتقى بركتين صغيرتين أو كبيرتين وملتقى المستنقعات.
المقرن في اللغة العربية هو من الاقتران أي القران أو الالتقاء أو الاندماج أو الارتباط والربط . جاء في القرآن ﴿وَتَرَى الْمُجْرِمِينَ يَوْمَئِذٍ مُقَرَّنِينَ فِي الْأَصْفَادِ ۝٤٩﴾ [إبراهيم:49]، والمقرن في الجغرافية هو التقاء إثنين أو أكثر من الأنهار أو المجاري أو المسطحات المائية أو روافد ها وارتباطها مع بعضها واندماجها لتشكل مصدراً لمجري مائي أو نهر واحد، وعادة ما يستخدم المصطلح للإشارة إلى نقطة الالتقاء والاندماج. وقد يكون الالتقاء لرافد صغير يلتقي بنهر كبير يطلق عليه اسم المجري الرئيسي أو التقاء رافدين يشكلان مصدراً لنهر باسم آخر جديد . والمقرن بمعناه الواسع هو نقطة اقتران أو اندماج رافدين.

وأبرز مقرن في منطقة الشرق الأوسط وشمال أفريقيا هو مقرن النيلين في العاصمة السودانية الخرطوم حيث يلتقى النيل الأبيض بالنيل الأزرق، يوجد مقرن اخر في مدينة عطبرة وهو اقتران نهر عطبرة الموسمي مع نهر النيل.
ويستخدم مصطلح المقرن أيضا لوصف التقاء مسطحات مد وجزر مائية غير نهرية كالتقاء قناتين ، أو قناة وبحيرة.
مثل التقاء القناة الصناعية في نيو أورلينز، لويزيانا ونهر المسيسيبي.

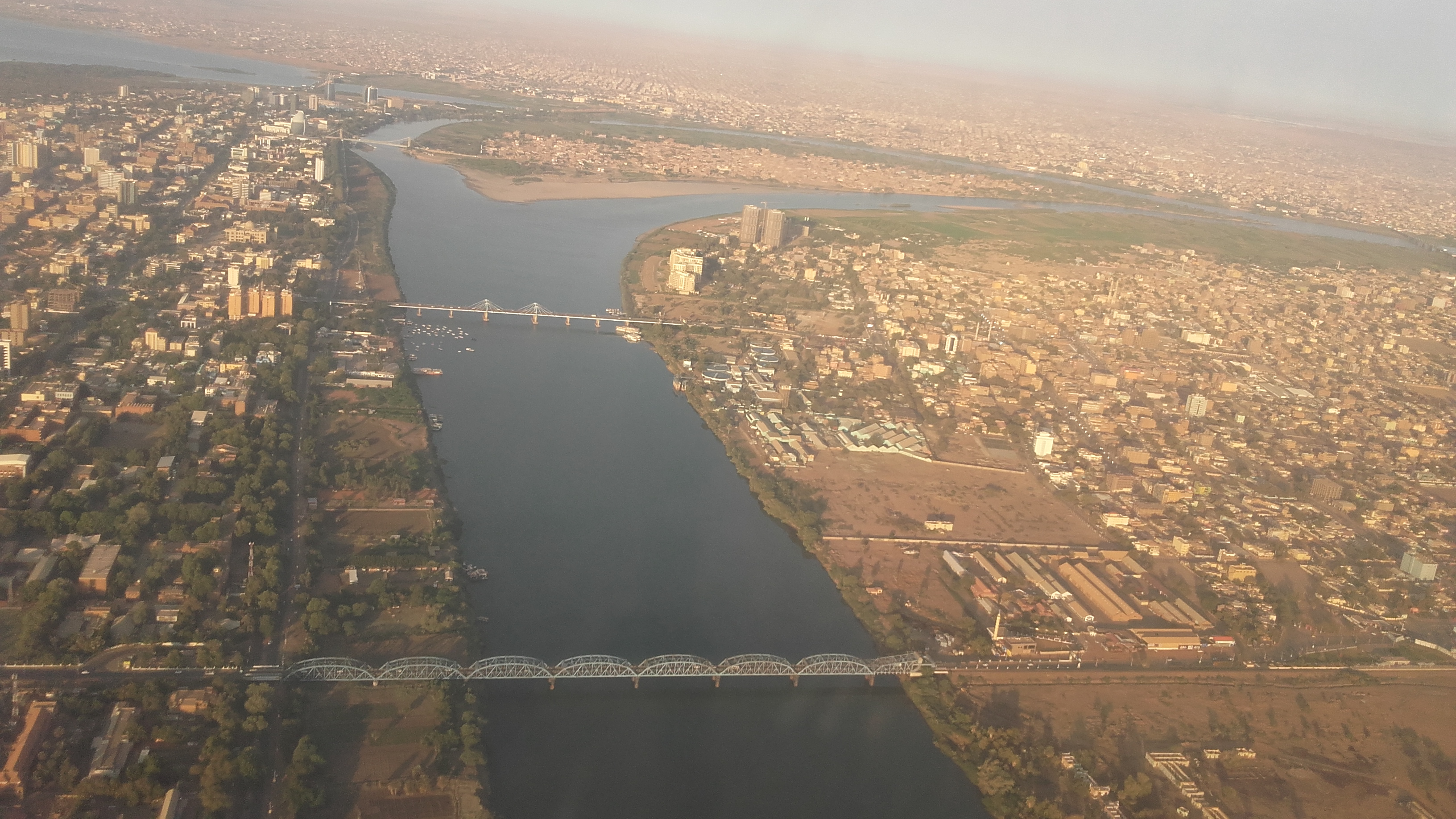
صورة توضح اقتران النيليين الازرق والابيض بمدينة الخرطوم - السودان

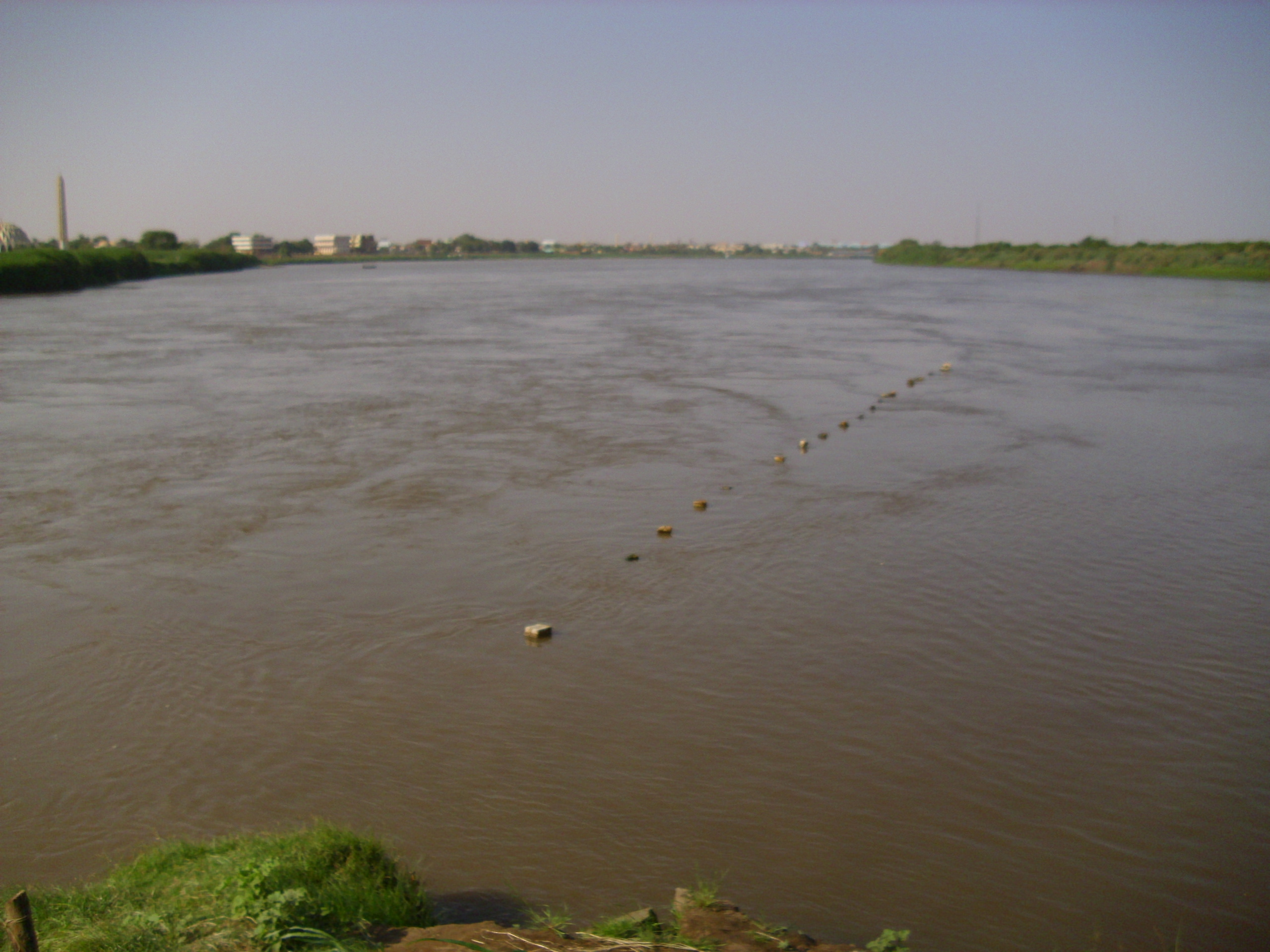
مقرن النيلين بالخرطوم

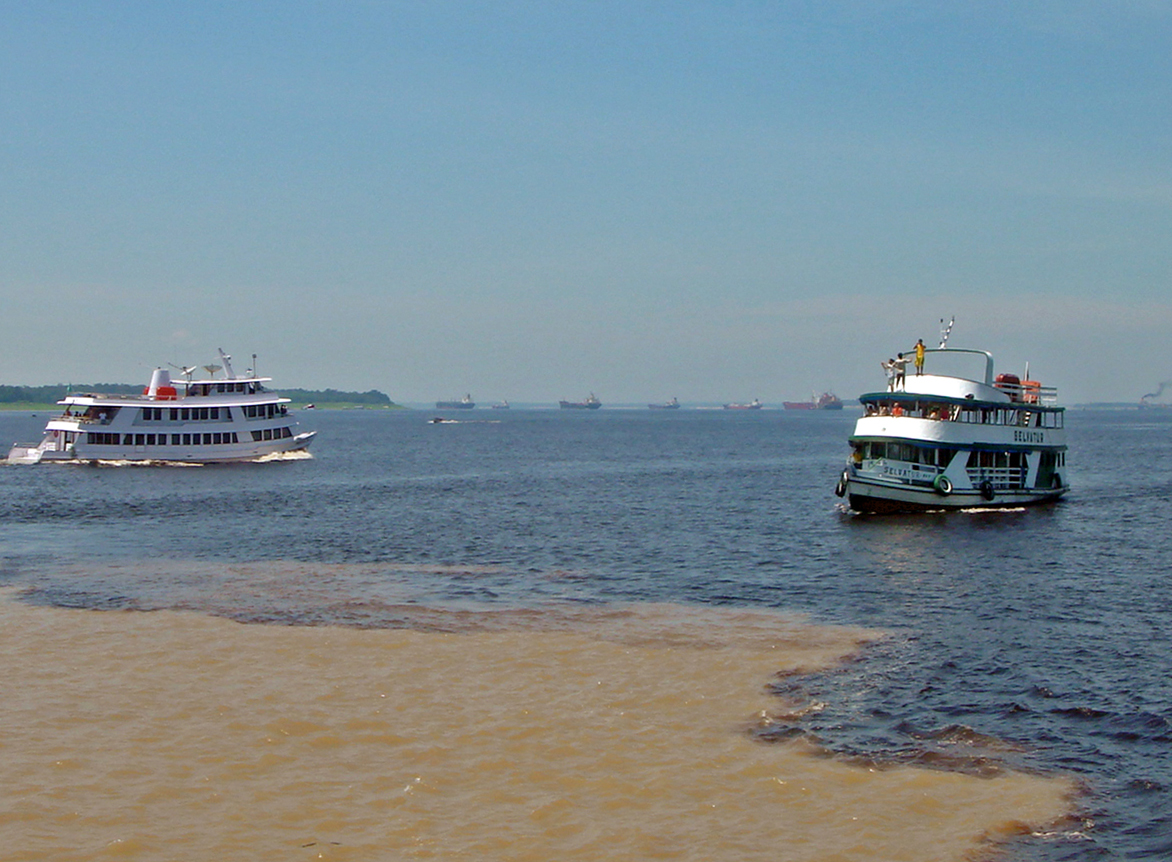
مقرن نهر ريو نيرو في البرازيل

## مدن المقرن

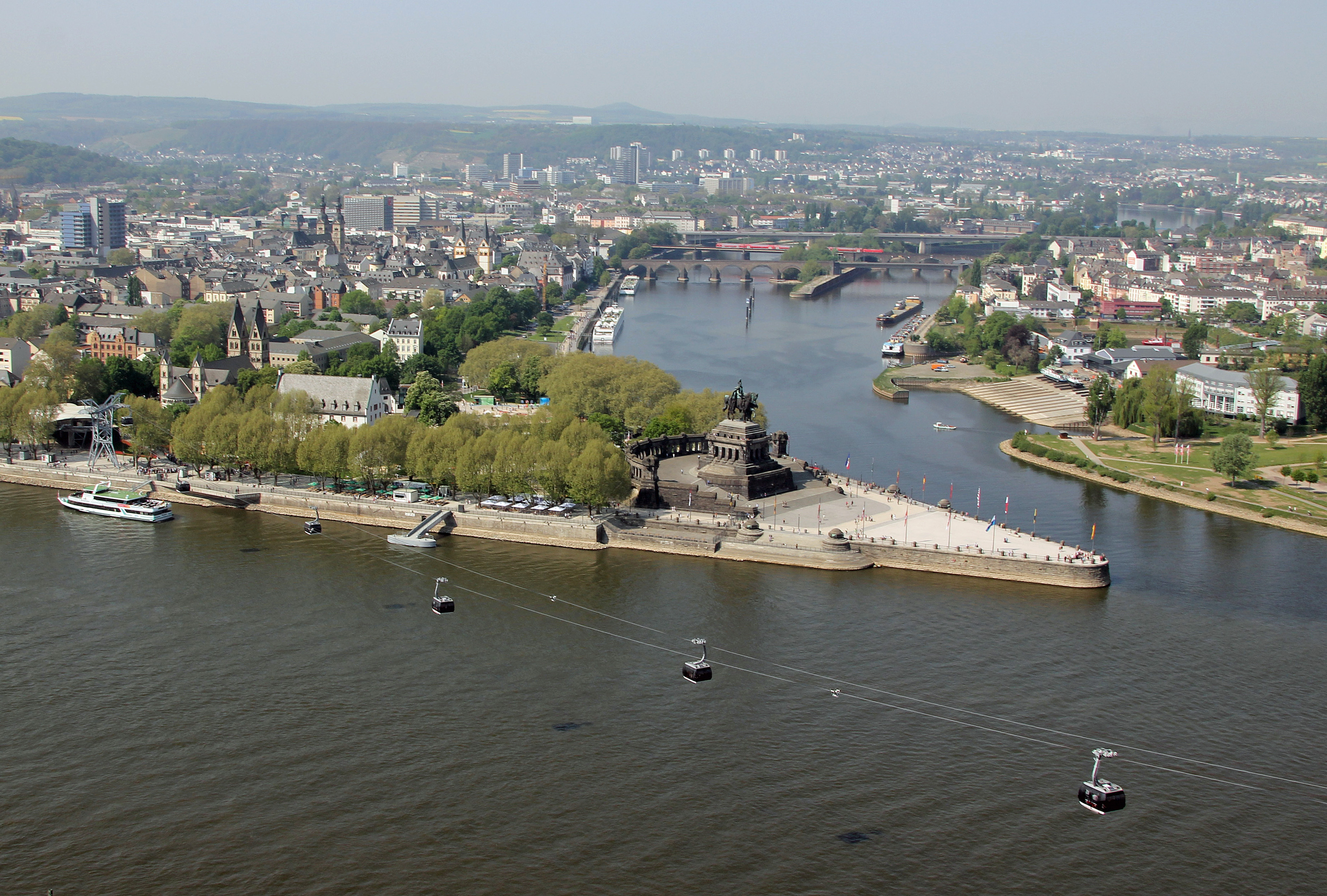
مقرن نهري الراين وموسلي في مدينة كوبلنز بألمانيا، واللفظ كوبلنز يعني المقرن باللغة الألمانية

أبرز نقاط ومدن المقرن على مستوى العالم هي:
- مقرن سانجام في مدينة الله أباد وتلتقي فيه أنهار الجانج ونهر يمنا وساراسواتي.
- مقرن بيتسبرغ بولاية بنسيلفانيا الأمريكية حيث يلتقي نهري مونوجاهيلا واليجوني ليشكلا نهر أوهايو.
- مقرن نهر ميزوري أطول أنهار الولايات المتحدة الذي يتكون من اندماج انهار ماديسون وجفرسون وغالاتين في ولاية مونتانا الأمريكية.
- كوالا لمبور عاصمة ماليزيا تقع على مقرن نهر جومباك (نهر سونجاي لابور أو نهر الطبن كما كان بسمى سابقاً) ونهر كلاغ.
- مدينة باساو في ألمانيا وتلتقى فيه ثلاث أنهر هي الدانوب ونهر النهر الداخلي ونهر ايلز ، وتعرف المدينة باسم مدينة الأنهار الثلاثة (باللغة الألمانية Dreiflüssestadt).
- مدينة ماناوس البرازيلية وتطل على نهر ريو نيرو الذي بلتقي بنهر الأمازون ، وهي ميناء رئيسي ونقطة ربط لنظام النقل النهري بالمنطقة.
- مدينة أوشيك في كرواتيا وتقع على الضفة اليمنى لنهر درافا على بعد 25 كيلو متر من مقرن المجرى الأعلى لنهر الدانوب .
- بلغراد عاصمة الصرب تقع على مقرن نهري سافا والدانوب .
- أرخبيل هوشليغا الذي يضم جزيرة ومدينة مونتريال الكندية يقع على مقرن نهري نهر سانت لورانس ونهر أتوا في مقاطعة كوبيك الكندية.
- أكبر نهري أستراليا، نهر موراي ودارلينج يلتقيان في وينتوورث، بمقاطعة نيو ساوث ويلز.
- روفانييمي، عاصمة مقاطعة لابلاند في فنلندا وواحدة من أكبر مدنها فوق الدائرة القطبية الشمالية ، تقع على التقاء نهري أواجسكي وكيميجوكي .
- تقع مدينة وينيبيغ ، بكندا عند التقاء النهر الأحمر، ونهر أسينيبوين. وتعرف المنطقة لدى السكان المحليين باسم «شوكات الطعام» ، وكانت موقعا تجاريا هاما لأكثر من 6000 سنة.
- مقرن مثلث الأباطرة، الثلاثة في القارة الأوروبية الواقعة في نقطة حدود روسيا وبولندا وألمانيا أو ما كان يعرف بالنقطة الثلاثية tripoint سابقاً، ويلتقي فيها نهر برزنسزا الأسود مع برزنسزا الأبيض .
- مقرن بريسكوت ، بولاية ويسكنسن في الولايات المتحدة الأمريكية حيث يلتقي نهر سانت كروا (ولاية ويسكنسن، وولاية مينيسوتا) بنهر المسيسيبي. [4]
- بلدة القاهرة ، بولاية إلينوي في الولايات المتحدة الأمريكية حيث يصب نهر نهر أوهايو في نهر المسيسيبي.
- مدينةسانت لويس ،ميزوري، بولاية ميزوري الأمريكية بُنيت مباشرة جنوب مقرن نهر المسيسيبي ونهر ميزوري.
- مدينة ليون الفرنسية تقع على التقاء نهري ساون ونهر الرون.
- مقرن نهري فرانكلين وغوردون في جنوب غرب تسمانيا في أستراليا
- مقرن نهر اسنيك ونهر كولومبيا في المدينة المثلثة في ولاية واشنطن الأمريكية.
- مقرن نهري بيفكا وراك وهو أكبر مقرن جوفي في أوروبا.
- مقرن لوكوجا في نيجيريا، حيث يلتقي نهر النيجر ونهر بنوي.
- العاصمة السودانية الخرطوم ، حيث يلتقي في مقرن النيلين رافدي النيل الأبيض والنيل الأزرق، وتشكل نقطة التقائهما بداية لنهر النيل العظيم في طريقه شمالاً نحو مصر.
- مدينة الدامر العاصمة ولاية نهر النيل، حيث يلتقي نهر النيل بنهر عبطرة في مقرن نهر عبطرة.
- مدينة كولومبوس بولاية أوهايو ، الولايات المتحدة الأمريكية وفيها يقع مقرن نهري سكبونو واولنتاجني .
- مقرن رايموند تيراس، نيو ساوث ويلز.
- جلينوود سبرينغز، ولاية كلورادو الأمريكية
- تقع مدينة كانساس سيتي بولاية كنساس في الولايات المتحدة على مقرن نهري ميزوري وكاو.